# Friservolden
Friservolden er en forsvarslinje opført under 2. verdenskrig pga. Hitlers frygt for De Allieredes landgang ved Tysklands nordsøkyst.
Den 28. august 1944 beordrede Hitler opførelsen af friservolden mellem Holland til Danmark. Gravearbejdet i Danmark blev udført ved delvis at benytte frivillig arbejdskraft fra det tyske mindretal i Sønderjylland, samt kz-fanger fra koncentrationslejren Neuengamme i udekommando, i lejrene Husum-Svesing og Ladelund.
Friservolden skulle opbygges af pansergrave, løbegrave og maskingeværstillinger, men blev ikke færdiggjort før krigens afslutning.

## Spærrestillinger
I tilknytning til Friservolden skulle der anlægges 6 spærrestillinger på tværs over Jylland og vest – øst gennem Nordtyskland. Spærrestillingerne nåede ikke alle at blive bygget færdige inden krigen sluttede. Spærrestilingerne bestod primært af af en pansergrav (tankgrav) og tilhørende løbegange
De 6 spærrestillinger, fra nord mod syd:
- Brunhildstellung fra Esbjerg til Vejle
- Gudrunstellung fra Ribe til Kolding
- Kriemhildstellung fra Rejsby til Haderslev
- Grenzstellung (Grænsestillingen) langs grænsen fra Humtrup til Kruså og videre fra Flensborg syd for Flensborg Fjord til Kielerbugten.
- Husumer Riegel fra Husum i vest til et punkt øst for Slesvig by
- Kanalstellung langs Kielerkanalen fra Brunsbüttel i vest til Kiel i øst